# Leptoneta yongyeonensis
Leptoneta yongyeonensis là một loài nhện trong họ Leptonetidae.
Loài này thuộc chi Leptoneta. Leptoneta yongyeonensis được B. K. Seo miêu tả năm 1989.